# Horsens Gymnasium
Horsens Gymnasium & HF er en dansk uddannelsesinstitution beliggende i Horsens. Skolen tilbyder både studentereksamen (STX) og hf-eksamen (HF).

## Historie
Horsens Gymnasium blev grundlagt i 1980 under navnet Amtsgymnasiet i Horsens. I mange år gik skolen under navnet Horsens Amtsgymnasium, indtil den blev selvejende den 1. januar 2007. Den 14. januar 2020 fusionerede skolen med Horsens Statsskole og blev omdøbt til Horsens Gymnasium & HF.
Efter fusionen blev undervisningen midlertidigt fordelt på to adresser, mens den eksisterende bygning på Studentervænget blev renoveret og udvidet. I oktober 2021 blev alle aktiviteter samlet på den nye adresse.

## Uddannelser og studieretninger
Horsens Gymnasium & HF udbyder studieretninger og fagpakker inden for både STX og HF:

### STX studieretninger
- Naturvidenskab: Matematik A, Fysik A, Kemi B; Bioteknologi A, Matematik A, Fysik B.
- Samfundsvidenskab: Samfundsfag A, Engelsk A; Samfundsfag A, Matematik A.
- Sprog: Spansk A, Engelsk A, Tysk B; Fransk A, Engelsk A, Samfundsfag B.
- Kunstneriske fag: Musik A, Engelsk A; Musik A, Matematik A.

### HF fagpakker
HF-uddannelsen tilbyder fire forskellige fagpakker, der forbereder eleverne til videregående uddannelser, herunder erhvervsakademi- og professionsbacheloruddannelser.

## Faciliteter
Horsens Gymnasium & HF har moderne undervisningsfaciliteter, herunder:
- Specialiserede faglokaler til naturvidenskab og kunst.
- Et videncenter og en sciencefløj med auditorium.
- Et observatorium, der bruges i samarbejde med Horsens Astronomiske Forening og er tilgængeligt for offentligheden.